# Antipaluria urichi
Antipaluria urichi är en insektsart som först beskrevs av Henri Saussure 1896.  Antipaluria urichi ingår i släktet Antipaluria och familjen Clothodidae. Inga underarter finns listade i Catalogue of Life.